# RNF133
RNF133 (англ. Ring finger protein 133) – білок, який кодується однойменним геном, розташованим у людей на 7-й хромосомі. Довжина поліпептидного ланцюга білка становить 376 амінокислот, а молекулярна маса — 42 294.
| 10         |  | 20         |  | 30         |  | 40         |  | 50         |
| ---------- |  | ---------- |  | ---------- |  | ---------- |  | ---------- |
| MHLLKVGTWR |  | NNTASSWLMK |  | FSVLWLVSQN |  | CCRASVVWMA |  | YMNISFHVGN |
| HVLSELGETG |  | VFGRSSTLKR |  | VAGVIVPPEG |  | KIQNACNPNT |  | IFSRSKYSET |
| WLALIERGGC |  | TFTQKIKVAT |  | EKGASGVIIY |  | NVPGTGNQVF |  | PMFHQAFEDV |
| VVVMIGNLKG |  | TEIFHLIKKG |  | VLITAVVEVG |  | RKHIIWMNHY |  | LVSFVIVTTA |
| TLAYFIFYHI |  | HRLCLARIQN |  | RRWQRLTTDL |  | QNTFGQLQLR |  | VVKEGDEEIN |
| PNGDSCVICF |  | ERYKPNDIVR |  | ILTCKHFFHK |  | NCIDPWILPH |  | GTCPICKCDI |
| LKVLGIQVVV |  | ENGTEPLQVL |  | MSNELPETLS |  | PSEEETNNEV |  | SPAGTSDKVI |
| HVEENPTSQN |  | NDIQPHSVVE |  | DVHPSP     |  |            |  |            |

A: Аланін

C: Цистеїн

D: Аспарагінова кислота

E: Глутамінова кислота

F: Фенілаланін

G: Гліцин

H: Гістидин

I: Ізолейцин

K: Лізин

L: Лейцин

M: Метіонін

N: Аспарагін

P: Пролін

Q: Глутамін

R: Аргінін

S: Серин

T: Треонін

V: Валін

W: Триптофан

Кодований геном білок за функцією належить до трансфераз. 
Задіяний у такому біологічному процесі, як убіквітинування білків. 
Білок має сайт для зв'язування з іонами металів, іоном цинку. 
Локалізований у мембрані, ендоплазматичному ретикулумі.